# Gentianopsis paludosa
Gentianopsis paludosa är en gentianaväxtart som först beskrevs av William Munro och J. D. Hook., och fick sitt nu gällande namn av Yu Chuan Ma. Gentianopsis paludosa ingår i släktet strandgentianor, och familjen gentianaväxter.

## Underarter
Arten delas in i följande underarter:
- G. p. alpina
- G. p. ovatodeltoidea